# Wrodzona gruczolakowatość torbielowata płuc

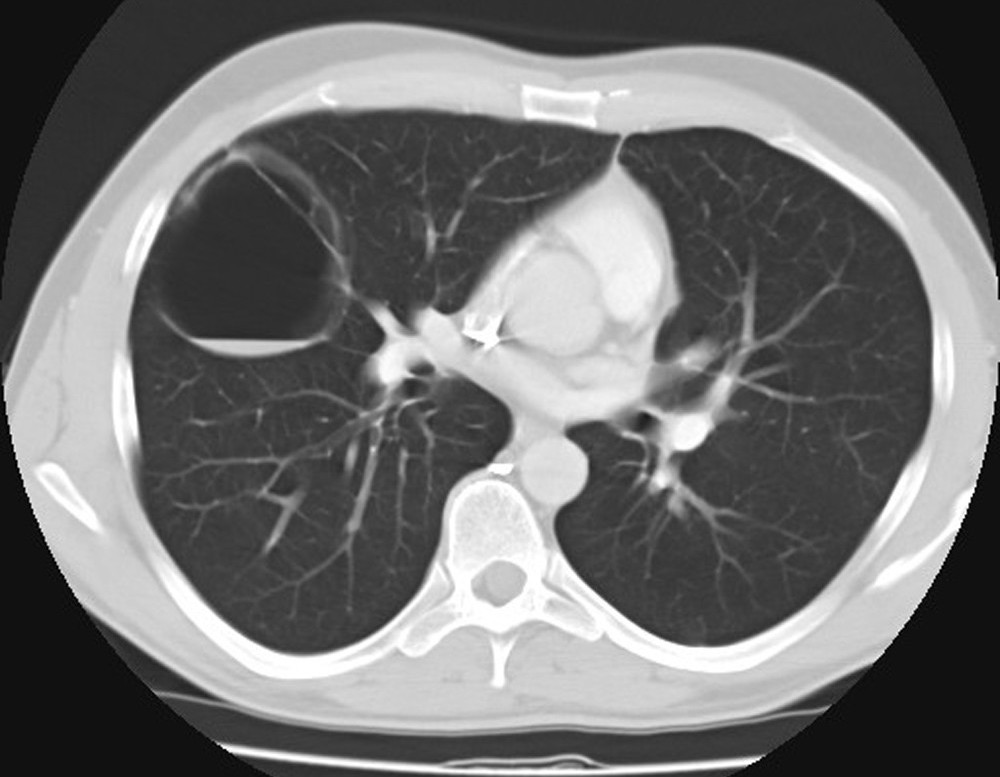
Obraz w tomografii komputerowej ze wzmocnieniem kontrastowym klatki piersiowej pacjenta z CCAM typu I mającą postać pojedynczej, torbielowatej zmiany siedmiocentymetrowej średnicy, z poziomem płynu, zlokalizowanej w środkowym płacie prawego płuca (strzałka) u 38-letniego mężczyzny z kaszlem i krwiopluciem.

Wrodzona gruczolakowatość torbielowata płuc (zwyrodnienie gruczołowe płuc, łac. malformatio congenitalis cystica adenomatica, ang. congenital cystic adenomatoid malformation, CCAM) – rzadka wada wrodzona układu oddechowego, podobna do sekwestracji płuc. Malformacja ta polega na zastąpieniu części miąższu płucnego, nieraz całego płata płuca, przez nieczynną oddechowo tkankę płucną z niewykształconymi pęcherzykami płucnymi. 

## Epidemiologia
Częstość wady ocenia się na 1:25,000-1:35,000 ciąż.

## Etiologia i podział
Zaburzenie powstaje wskutek niekontrolowanego przerostu oskrzelików końcowych w embriogenezie. Powstają struktury torbielowato-gruczolakowate o zmiennym obrazie histopatologicznym, od zmian z przeważającą komponentą torbieli do litego guza z małymi przestrzeniami powietrznymi.
Wyróżnia się pięć histopatologicznych typów CCAM (0-4). Inne klasyfikacje schorzenia to klasyfikacja Stockera i uproszczona ultrasonograficzna klaryfikacja Adzicka, wyróżniająca tylko dwa typy.
| Typ | Opis | Częstość |
| --- | --- | -------- |
| I   | Pojedyncza dominująca torbiel lub kilka dużych torbieli z grubą, elastyczną mięśniową ścianą                                                                                                 | 50%      |
| II  | Liczne drobne torbiele 0,5– 1 cm z cienką mięśniową ścianą pokrytą od wewnątrz rzęskowym nabłonkiem walcowatym                                                                               | 40%      |
| III | Uogólniona gruczolakowatość zajmująca cały płat lub płaty, które tworzy lita masa zbudowana przez kanaliki oskrzelowe wyścielone nabłonkiem sześciennym; drobne torbiele 0,3-0,5 cm średnicy | 10%      |

## Objawy i przebieg
CCAM objawia się w okresie noworodkowym postępującą niewydolnością oddechową, w okresie późniejszym nawracającymi zakażeniami płuc. W około 10% przypadków zmiany ulegają transformacji złośliwej.

## Rozpoznanie
Badania prenatalne
USG w pierwszym trymestrze ciąży zazwyczaj nie wykazuje odstępstw od normy. W drugim trymestrze w części przypadków stwierdza się nieprawidłową echogeniczność tkanki płucnej (niejednorodną, zwiększoną lub wskazującą na obecność torbieli). W trzecim trymestrze obraz klatki piersiowej płodu jest nieprawidłowy. Diagnostyka różnicowa CCAM obejmuje w tym okresie przepuklinę przeponową, torbiel oskrzelowopochodną, sekwestrację płuca, hipoplazję płuca, atrezję krtani i tchawicy. Ocena przepływów wewnątrzsercowych w echokardiografii pozwala na wykluczenie wady serca i określenie wydolności krążeniowej płodu.
Po urodzeniu dziecko z CCAM powinno mieć wykonaną pełną diagnostykę: USG, rtg klatki piersiowej, TK i (lub) MRI klatki, co pozwala zaplanować zabieg torakochirurgiczny.

## Leczenie
Metodą z wyboru w leczeniu CCAM jest wycięcie zmiany, zazwyczaj z całym płatem płuca.